# Leptaspis urceolata
Leptaspis urceolata är en gräsart som först beskrevs av William Roxburgh, och fick sitt nu gällande namn av Robert Brown. Leptaspis urceolata ingår i släktet Leptaspis och familjen gräs. Inga underarter finns listade i Catalogue of Life.